# Kay Boyle

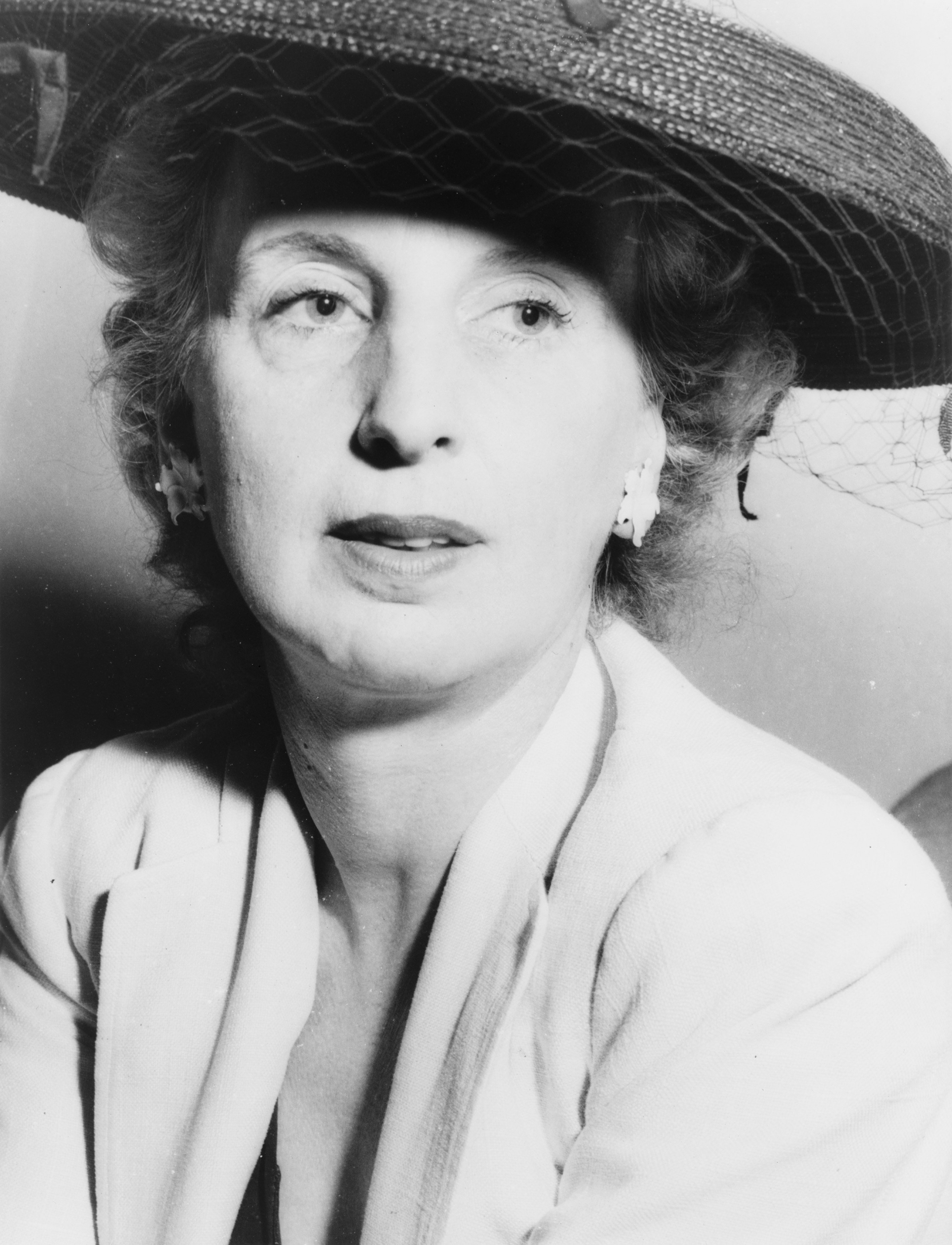
Kay Boyle, 1944

Kay Boyle (* 19. Februar 1902 in Saint Paul, Minnesota; † 27. Dezember 1992 in Mill Valley, Kalifornien) war eine US-amerikanische Schriftstellerin und Journalistin. In der McCarthy-Ära wurde Boyle unamerikanischer Umtriebe verdächtigt.
Kay Boyles Werk umfasst vierzehn Romane, acht Sammlungen von Kurzgeschichten, sieben Gedicht- und drei Essaybände sowie vier Kinderbücher.

## Leben
Kay Boyle entstammte einer wohlhabenden Familie; ihr Vater war ein erfolgreicher Anwalt in Saint Paul. Sie verbrachte ihre Kindheit an der Ostküste der Vereinigten Staaten und lernte auf Reisen mit ihrer Familie bereits in jungen Jahren Europa kennen. Später ließ sich die Familie Boyle in Cincinnati nieder, wo Kay Architektur an der New Yorker Parson’s School of Fine and Applied Arts, Violine am Cincinnati Conservatory of Music studierte und sich nebenher ihren Lebensunterhalt als Telefonistin und Kassiererin verdiente. 1922 arbeitete Kay in New York als Kolumnistin bei einer kleinen Zeitschrift. Im selben Jahr heiratete sie den französischen Ingenieur Richard Brault und zog ein Jahr darauf mit ihrem Mann in die Bretagne. Sehr bald gehörte sie dem Freundeskreis um Samuel Beckett, Nancy Cunard, William Carlos Williams, James Joyce, Archibald MacLeish, Hart Crane und Robert McAlmon an.
Das Ehepaar trennte sich im Jahr 1926 und Boyle zog nach Grasse, wo sie mit dem Dichter Ernest Walsh (1895–1926) zusammenlebte. Walsh hatte gerade die beiden ersten Nummern der avantgardistischen Literaturzeitschrift This Quarter herausgegeben. Ernest Walsh starb am 16. Oktober 1926 an Tuberkulose und die schwangere Boyle zog nach Paris. Ihre frühen Gedichte und Kurzgeschichten erschienen – neben Arbeiten von Ezra Pound, Gertrude Stein, Carl Sandburg und Ernest Hemingway – in Avantgarde-Literaturzeitschriften von Nancy Cunard, Janet Flanner und Sylvia Beach.
1932 heirateten Kay Boyle und Laurence Vail. Der Ehe entstammten drei Töchter. Man lebte abwechselnd in Frankreich, England und Österreich. Vail war ein dadaistischer Bildhauer und Maler und der Ex-Ehemann von Peggy Guggenheim. Vor dem Hintergrund von Faschismus und Nationalsozialismus in den 1930er Jahren machte Kay Boyle die Gegenwartsgeschichte zu ihrem Thema. In Österreich wurde sie in den Jahren 1933 bis 1936 Augenzeugin der Ereignisse im benachbarten Deutschland und thematisierte den Nationalsozialismus. 1941 verließ Kay Boyle mit ihrer Familie, mit der sie seit 1937 im französischen Megève lebte, das kriegsgeschüttelte Europa und kehrte in die Vereinigten Staaten zurück. Nach der Scheidung von ihrem zweiten Mann heiratete Boyle 1943 den deutsch-österreichischen Altphilologen Joseph Freiherr von und zu Franckenstein, mit dem sie später zwei Kinder hatte. Ihr Ehemann hatte Österreich kurz nach dem Anschluss 1938 verlassen und arbeitete nun im US-amerikanischen State Department. Die Freifrau von und zu Franckenstein veröffentlichte Romane über die deutsche Besetzung Frankreichs und die Résistance und schrieb für verschiedene amerikanische Zeitungen.
Im Jahre 1946 kehrte Kay Boyle als Auslandskorrespondentin für den New Yorker nach Europa zurück mit dem Auftrag über Deutschland zu berichten. Sie weigerte sich allerdings zunächst, in Deutschland zu leben und ging mit ihrer Familie nach Paris, von wo aus sie zu Recherchereisen nach Deutschland fuhr. Erst im Mai 1948 übersiedelte sie mit ihren drei jüngsten Kindern nach Marburg, wo ihr Mann für die Militärregierung als Presseoffizier arbeitete. Ende 1948 zog die Familie nach Frankfurt am Main, wo ihr Mann Die neue Zeitung, eine deutschsprachige Zeitung der Amerikaner herausgab.
1953 wurde ihr Ehemann auf Veranlassung von Roy Cohn aus seiner Stellung in der Public Affairs Division des U.S. State Department entlassen und auch Kay Boyle wurde ein Opfer des McCarthyismus. Sie verlor nicht nur ihre Stelle als Auslandskorrespondent des New Yorker, sondern konnte für die meisten wichtigen Publikationen nicht mehr arbeiten.
Die Familie ließ sich in Connecticut nieder und ihr Ehemann Joseph Freiherr von und zu Franckenstein unterrichtete an einer Privatschule für Mädchen. Nach seiner Rehabilitierung entsandte ihn das Außenministerium nach Persien, wo er Kulturattaché in Teheran wurde. Er starb 1963 an einer schweren Krankheit. Kay Boyle engagierte sich politisch in der Bürgerrechtsbewegung NAACP und für Amnesty International. Sie unternahm Reisen, unter anderem 1966 nach Kambodscha und immer wieder nach Irland, ihrer „geistigen Heimat“. Sie lehrte von 1963 bis 1979 kreatives Schreiben an der San Francisco State University.

## Auszeichnungen
- 1935: O. Henry-Preis für die Kurzgeschichte The white horses of Vienna
- 1941: O. Henry-Preis für ihre Kurzgeschichte Defeat
- 1968: Mitglied der American Academy of Arts and Letters[3]

## Zitat
„Dichtung ist da, wo die Suche nach Literatur beginnt.“

## Werke

### Ghostwriting
- Relations & Complications. Being the Recollections of H.H. The Dayang Muda of Sarawak (Gladys Milton Palmer). John Lane, London 1929.

### Romane
- Process. A Novel. University Press, Urbana, Ill. 2001, ISBN 0-252-02668-3.
- Plagued by the Nightingale. Cape and Smith, New York 1931.
  - Deutsche Ausgabe: Das Schweigen der Nachtigall. (= Kay Boyle-Edition, Bd. 3). Aus dem amerikanischen Englisch übersetzt von Hannah Harders. Verlag Neue Kritik, Frankfurt am Main 1993, ISBN 3-8015-0268-6.
- Year Before Last. Jonathan Cape and Harrison Smith, New York 1932.
  - Deutsche Ausgabe: Das Jahr davor. (= Kay Boyle-Edition, Bd. 4). Aus dem amerikanischen Englisch übersetzt von Hannah Harders. Mit einem Nachwort von Kay Boyle (1980). Verlag Neue Kritik, Frankfurt am Main 1994, ISBN 3-8015-0277-5.
  - Taschenbuchausgabe: Das Jahr davor. Fischer Verlag, Frankfurt am Main 1994, ISBN 3-596-12002-0.
- Gentlemen, I Address You Privately. Capra Press, Santa Barbara, Calif. 1991, ISBN 0-88496-318-7.
- My Next Bride. Hartcourt, Brace & Company, New York 1934.
  - Deutsche Ausgabe: Meine nächste Braut. (= Kay Boyle-Edition, Bd. 6). Aus dem amerikanischen Englisch übersetzt von Hannah Harders. Verlag Neue Kritik, Frankfurt am Main 2000, ISBN 3-8015-0314-3.
- Death of a Man. A Novel. New Directions, New York 1989, ISBN 0-8112-1089-8.
- Monday Night. Apple Books, New York 1977, ISBN 0-911858-35-0.
- Three Short Novels. New Directions, New York 1993, ISBN 0-8112-1233-5 (Inhalt: The Crazy Hunter, The Bridgegroom's Body, Decision).
- Primer for Combat. Simon & Schuster, New York 1942.
- Avalanche. A Novel. Simon & Schuster, New York 1944.
- A Frenchman Must Die Simon & Schuster, New York 1946.
- 1939. A Novel. Simon & Schuster, New York 1948.
- His Human Majesty. Whittlesey House, New York 1949.
- The Seagull on the Step. Knopf, New York 1955.
- Generation Without Farewell.
  - Deutsche Ausgabe: Generation ohne Abschied. Scherz Verlag, Stuttgart 1962.
- The Underground Woman. Doubleday, Garden City, N.Y. 1975, ISBN 0-385-07047-0.

### Gedichte
- A Statement. The Modern Editions Press, New York 1932.
- A Glad Day. New Directions, Norfolk, Conn. 1938.
- American Citizen. Simon and Schuster, New York 1944.
- Collected Poems. Alfred A. Knopf, New York 1962.
- Testament for My Students and Other Poems. Doubleday, Garden City, N.Y. 1970.
- A Poem for February First.
- This Is Not a Letter and Other Poems. Sun & Moon Press, Los Angeles 1985, ISBN 0-940650-61-4.
- Collected Poems of Kay Boyle. Copper Canyon Press, Port Townsend 1991, ISBN 1-55659-038-5.

### Erzählungen
- A Hasty Bunch. Short Stories. University Press, Carbondale, Ill. 1977, ISBN 0-8093-0798-7.
- Wedding Day and Other Stories. Pharus Edition, London 1932.
- The First Lover and Other Stories. Smith & Haas, New York 1935.
- Eisbären und andere. (= Kay Boyle-Edition, Bd. 2). Aus dem amerikanischen Englisch übersetzt von Hannah Harders. Verlag Neue Kritik, Frankfurt am Main 1992, ISBN 978-3-8015-0256-0.
- The White Horses of Vienna.
- Die weißen Pferde von Wien. (= Kay Boyle-Edition, Bd. 5). Aus dem amerikanischen Englisch übersetzt von Hannah Harders. Verlag Neue Kritik, Frankfurt am Main 1995, ISBN 3-8015-0289-9.
- The Astronomer's Wife. 1936.
- Defeat. 1941.
- Thirty Stories. New Directions Publ., New York 1957.
- The Smoking Mountain. Stories of Postwar Germany.
- Deutsche Ausgabe: Der rauchende Berg. Geschichten aus Nachkriegsdeutschland. (= Kay Boyle-Edition, Bd. 1). Aus dem amerikanischen Englisch übersetzt von Hannah Harders. Verlag Neue Kritik, Frankfurt am Main 1991, ISBN 978-3-8015-0248-5.
- Nothing Ever Breaks Except the Heart. Doubleday, Garden City, N.Y. 1966.
- Fifty Stories. Norton Books, London 1992, ISBN 0-8112-1206-8.
- Life Being the Best and Other Stories. New Directions Publ., New York 1988, ISBN 0-8112-1052-9.

### Kinderbücher
- The Youngest Camel. Mit Illustrationen von Fritz Kredel. Little, Brown and Company, Boston 1939.
  - Deutsche Ausgabe: Das kleine Kamel. Aus dem amerikanischen Englisch von übersetzt von Alissa Walser. Mit Bildern von Sabine Wilharm. Fischer Taschenbuchverlag, Frankfurt am Main 1998, ISBN 978-3-596-85017-4.
- Pinky, the Cat Who Liked to Sleep. Crowell-Collier, New York 1966.
- Pinky in Persia. Crowell-Crollier, New York 1968.
- Winter night. Creative Education Press, Mankato, Minn. 1993, ISBN 0-88682-576-8.

### Sachbücher und Beiträge
- Breaking the Silence. Why a Mother Tells Her Son about the Nazi Era. Institute Of Human Relations Press, American Jewish Committee, New York 1962.
- The Last Rim of The World. In: Gordon Lish (Editor): Why Work. (Series). Behavioral Research Laboratories. (21 Pamphlets / tests).  Behavioral Research Laboratories, Palo Alto, Californien 1966.
- The Long Walk at San Francisco State and Other Essays. Grove Press, New York 1970.
- Report from Lockup. In: Erica Jong, Thomas Sanchez, Kay Boyle, Henry Miller: Four Visions of America. Capra Press, Santa Barbara, Californien 1977, ISBN 0-88496-126-5.
- Words That Must Somehow Be Said. Selected Essays of Kay Boyle, 1927-1984. Herausgegeben und mit einer Einführung versehen von Elizabeth S. Bell. North Point Press, San Francisco 1985, ISBN 0-86547-187-8.

### Übersetzungen
- Joseph Delteil: Don Juan. Aus dem Französischen ins Englische übersetzt. Jonathan Cape & Harrison Smith, New York 1931.
- René Crevel: Mr. Knife Miss Fork. Aus dem Französischen ins Englische übersetzt. Illustrationen von Max Ernst. Black Sun Press, Paris 1931.
- Raymond Radiguet: The Devil in the Flesh. Aus dem Französischen ins Englische übersetzt. Mit einem Vorwort von Aldous Huxley. Harrison Smith, New York 1932.
- René Crevel: Babylon. Aus dem Französischen ins Englische übersetzt und mit einem Nachwort versehen. Illustrationen von Max Ernst. North Point Press, San Francisco 1985, ISBN 978-0-86547-191-7.

### Bearbeitungen
- Robert McAlmon: Being Geniuses Together: An Autobiography. Erweiterte, überarbeitete und mit einem Nachwort versehene Ausgabe. Doubleday, New York 1968.